# Hans Brandenberger
Hans Brandenberger (* 28. Juni 1912 in Sumbawa; † 26. März 2003 in Zürich) war ein Schweizer Steinbildhauer, Bronzeplastiker, Medailleur und Illustrator.

## Leben und Wirken
Hans Brandenberger wurde auf der Kleinen Sundainsel Sumbawa im damaligen Niederländisch-Indien, dem heutigen Indonesien, geboren und wuchs auf Timor auf. Er war der Sohn von Lina Sampet und Heinrich Brandenberger (Schweizer Söldner in der Niederländischen Kolonialarmee).
Plötzlich berühmt wurde er durch sein Soldatendenkmal «Wehrbereitschaft», das zum symbolträchtigsten Denkmal der Schweizerischen Landesausstellung 1939 («Landi») wurde. Die Statue stand beim Eingang zur Ehrenhalle des Pavillons der Schweizer Armee an der Höhenstrasse und zeigte den Wandel vom friedlichen zum kampfbereiten Bürger. Zur Inszenierung wurden in der Denkmalshalle Passagen aus dem Bundesbrief («Mit aller Macht und Kraft wider jeden Angreifer») und aus der Verfassung («Jeder Schweizer ist wehrpflichtig») angebracht. Das Denkmal soll die Menschen bewegt haben, Blumen wurden vor ihr niedergelegt. Die Statue bestand aus Gips und ist heute verschollen.
Nach der «Landi» bildete Brandenberger den Wehrmann aus Castione-Marmor nach. Die Kopie, deren Name zu «Wehrwille» änderte, ist ein Meter kleiner als das Original und weicht in seiner Form leicht davon ab. Das Organisationskomitee der Landesausstellung stellte dem Kanton Zürich 50'000 CHF aus seinen verbliebenen Mitteln an die Kosten für die Herstellung der Kopie zur Verfügung. Die Kopie steht bei der Turnhalle der Kantonsschule Rämibühl an der Ecke Rämistrasse/Gloriastrasse in Zürich. Schon im Jahre 1942, als die Gips-Kopie für Zürich in Auftrag gegeben wurde, gab es Kritik daran. «Werk»-Redaktor Peter Meyer betonte, dass «wir keine Repliken von Denkmälern wünschen». Er war ebenfalls der Meinung, dass Brandebergers Denkmal, das dieser auf grunde eines Wettbewerb-Gerwinns erstellen durfte, bildhauerisch «kein grosses Meisterwerk» sei. Das Standbild an der Ausstellung habe zwar vor der eigens geschaffenen Kulisse an der Landesausstellung mit gedämpften Licht und stimmungsvoller Musik eine Wirkung entfalten können, doch im Alltag könne sie nicht überzeugen. In einem Nachruf aus dem Jahr 2003 wurde dem Künstler Hans Brandenberger im Fall des für die Landesausstellung geschaffenen Werks «Wehrbereitschaft» künstlerisches Können bestätigt, es sei jedoch bei diesem einmaligen Erfolg geblieben. Eine weitere Kopie aus Bronze, ein Abguss des Originals, steht in Schwyz beim Bundesbriefmuseum. Sie wurde 1941 dem Archiv von den Auslandschweizern anlässlich der 650-Jahr-Feier geschenkt.
Nach dem Krieg waren pathetische Werke nicht mehr gefragt. Brandenberger konnte mit den neuen abstrakten Formen nichts anfangen und geriet nahezu in Vergessenheit. Nach seinem Tod wurden die Werke verkauft. Das Landesmuseum Zürich erwarb ein paar Vorstudien und Gipsmodelle.
Erhalten hat sich «Die Badende», ein Auftragswerk der Stadt aus dem Jahr 1963. Sie sitzt, fern von jedem Wasser, in einer kleinen Grünanlage an der Ecke Baumackerstrasse/Schulstrasse in Zürich-Oerlikon.
1964 entwarf er die Medaille zum 100-Jahr-Jubiläum des Schweizer Unteroffiziersverbandes, herausgegeben von Huguenin, Le Locle.
Brandenberger hatte sein Atelier an der Rousseaustrasse in Zürich-Wipkingen.
Daneben war Hans Brandenberger auch regelmässig als Illustrator tätig. Für die «Zürcher Illustrierte» schuf er zahlreiche Karikaturen, zudem erschienen zwischen 1934 und 1939 auch Karikaturen in der Satirezeitschrift «Nebelspalter». Als Karikaturist verwendete er den Rufnamen Brandi.

## Bilder

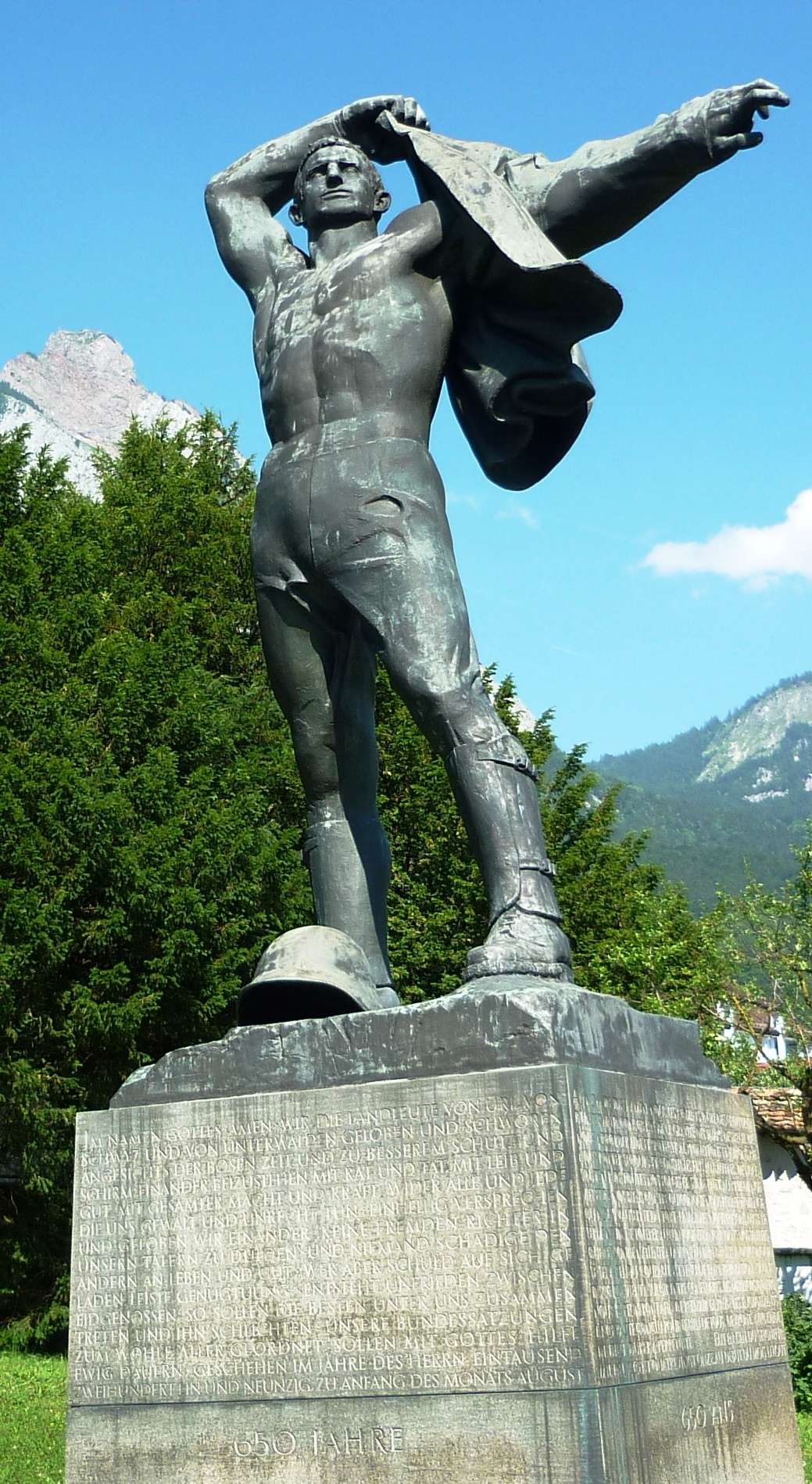
«Wehrbereitschaft»: Bronzekopie des verlorenen Originals im Park des Bundesbriefmuseums in Schwyz.
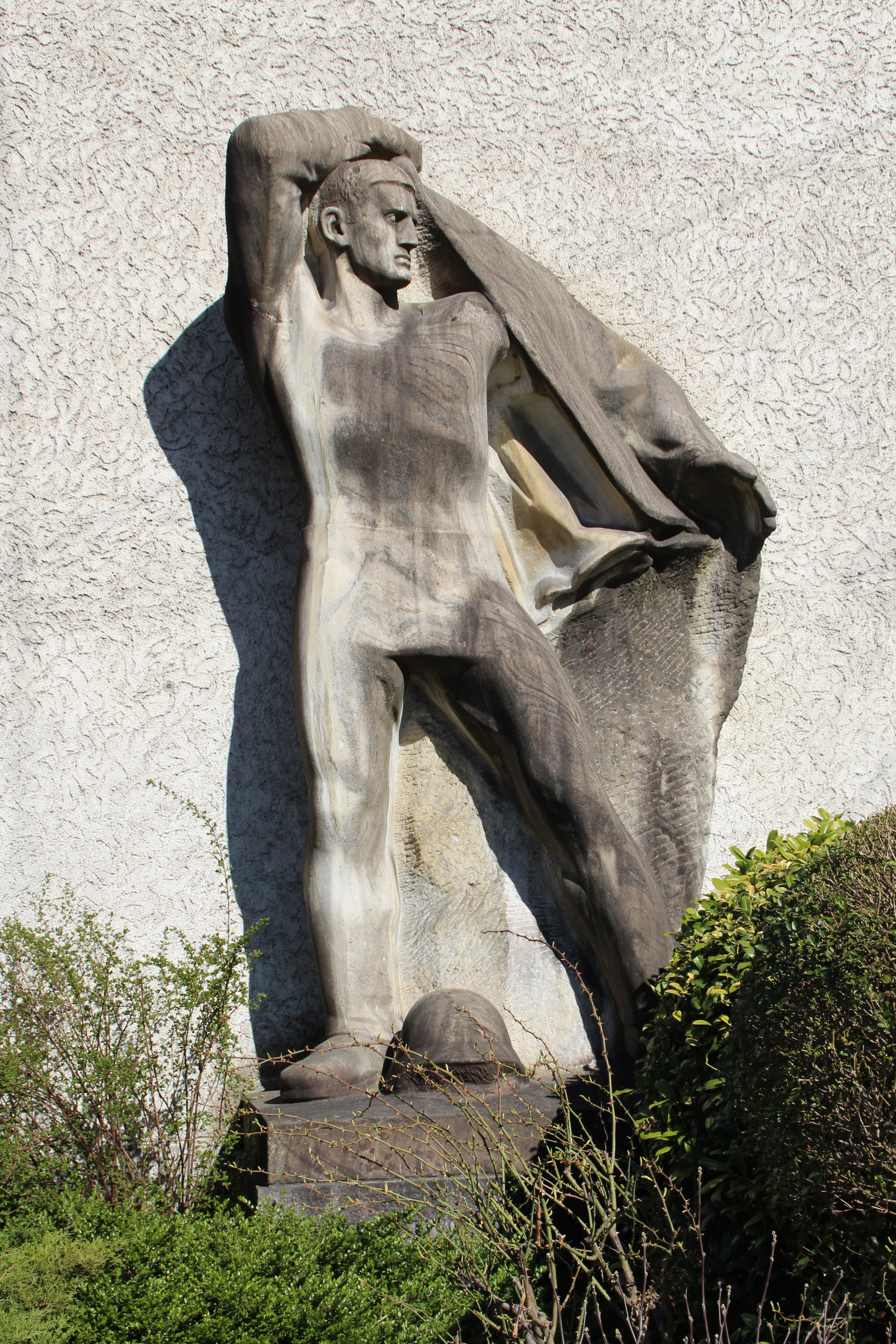
Nachbildung aus Marmor an der Rämistrasse in Zürich
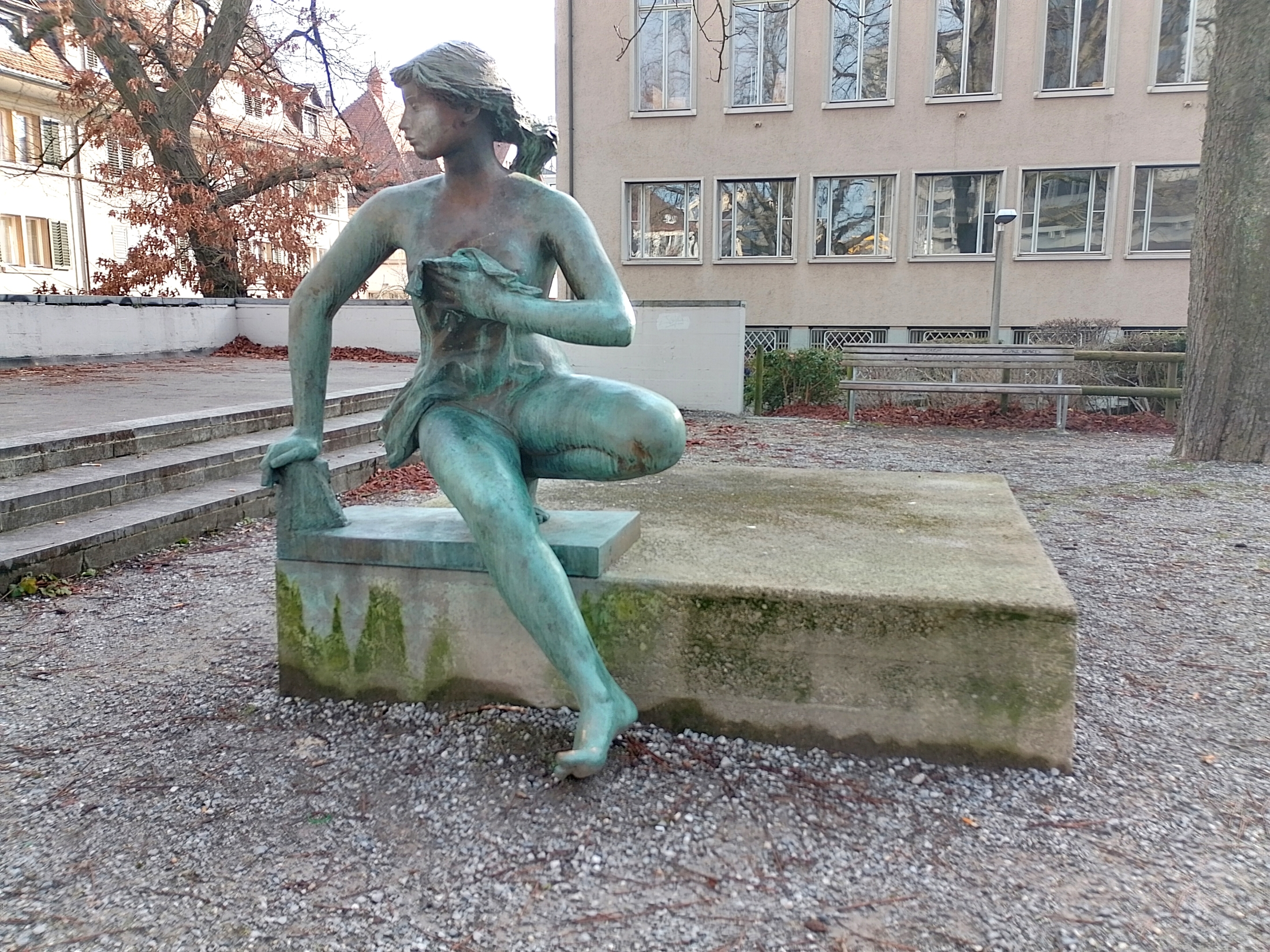
Die Badende, 1963, Parkanlage, Baumackerstrasse 19, Oerlikon
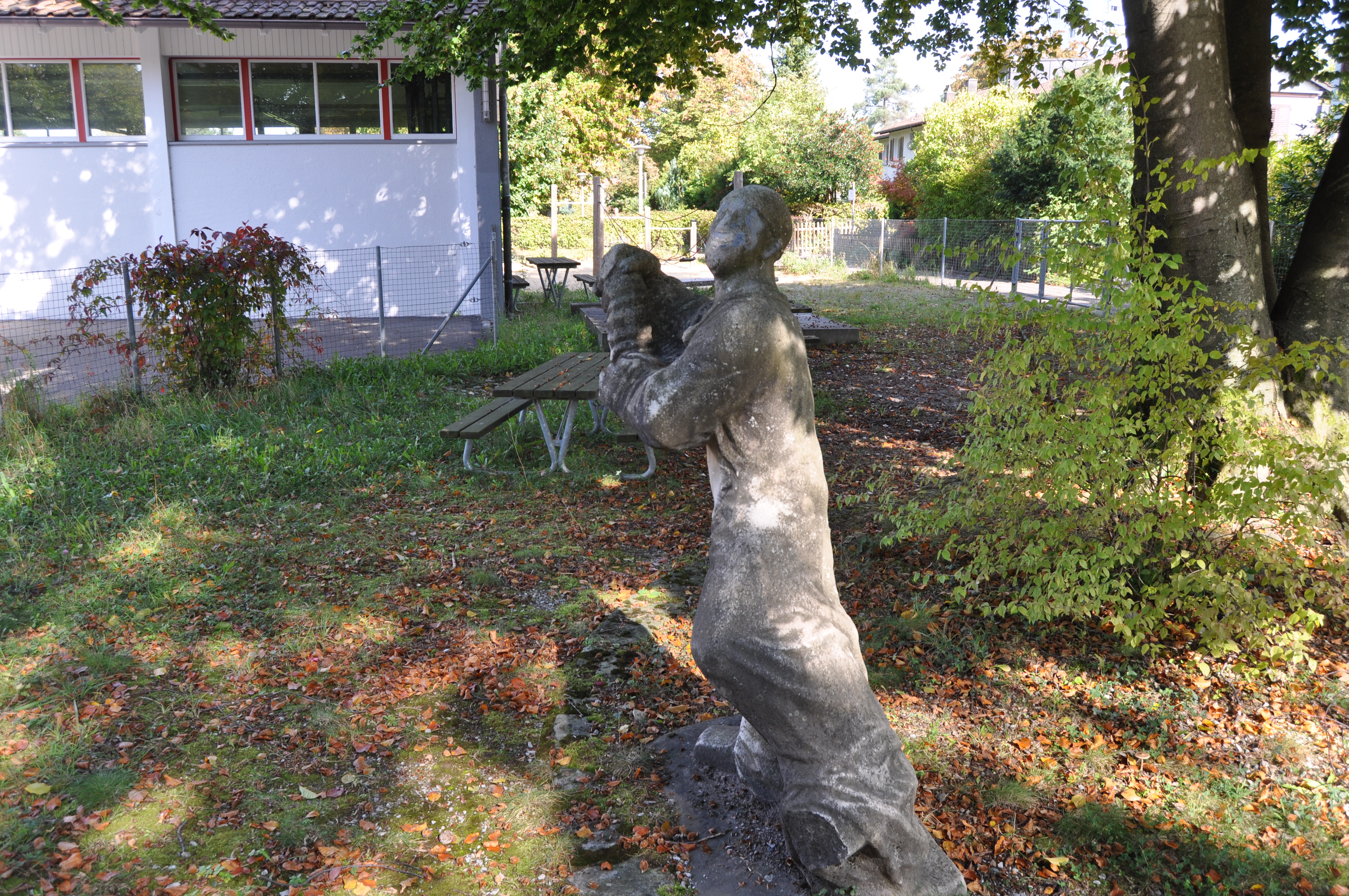
Musizierender Clown, 1953